# NGC 6249
NGC 6249 је расејано звездано јато у сазвежђу Шкорпија које се налази на NGC листи објеката дубоког неба.
Деклинација објекта је - 44° 48' 17" а ректасцензија 16h 57m 41,7s. Привидна величина (магнитуда) објекта NGC 6249 износи 8,2. NGC 6249 је још познат и под ознакама OCL 994, ESO 277-SC19.